# 명봉사
명봉사(鳴鳳寺)는 경상북도 예천군 효자면의 소백산 자락에 위치한 대한불교조계종 소속의 사찰이다.
신라 헌강왕 원년인 875년에 승려 두운(杜雲)이 창건했다고 전해지며, 창건 당시 산 속에서 봉황이 울어서 명봉사로 명명했다는 설화가 있다. 그러나 17세기까지의 연혁은 전하지 않고, 이후 여러 차례 화재로 소실되어 중창한 기록이 있다.
울창한 숲과 깊은 산 속에 자리잡아 고요한 느낌을 준다. 명봉사는 예전에는 큰 건물에 승려도 다수 기거하는 대형 사찰이었다고 하나, 한국 전쟁 때 소실된 것을 다시 지은 지금은 작고 아담한 규모이다. 조계종 제8교구 본사 직지사의 말사로 편성되어 있다.
소백산 용문사와는 산길을 통해 연결되어 있다.

## 문화재

### 경청선원자적선사능운탑비
자적은 나말여초의 승려로 고려 태조 22년인 939년에 사망했다. 이에 태조가 '자적선사'라는 시호를 내리면서 탑과 비를 세우도록 한 것이 자적선사능운탑비이다. 비문은 과도기적 이두로 쓰인 행정 문서 양식이라 당시의 사회상을 연구하는 데 도움을 준다. 2010년 2월 24일 보물 제1648호로 승격되었다.

### 문종대왕태실비
문종대왕태실비는 조선 문종의 태를 보관하기 위한 방인 태실을 기념하는 비이다. 본래 절 뒤편 산봉우리에 있었으나 일제강점기에 태실 발굴 후 승려들이 태실비를 경내로 옮겨왔다. 이때 명봉사 주지가 사도세자의 태실비 비면을 깎고 새로 글씨를 새겨서 명봉사 사적비로 삼은 것이 문제가 되기도 했다. 문종대왕태실비는 용머리의 거북받침돌이 여의주를 물고 있으며, 그 위에 머릿돌을 올려놓았다. 조선 영조 11년의 작품이다.

## 같이 보기
- 소백산

## 참고자료
- “전나무 우거진 숲과 신비한 바람소리”. 전통사찰종합관광정보. 2010년 12월 17일에 원본 문서에서 보존된 문서. 2008년 5월 27일에 확인함.
- 손현희 (2008년 1월 19일). “사도세자 태실비를 망가뜨렸다고? - [두 바퀴에 싣고 온 이야기보따리 31] 예천 명봉사 문종대왕태실비와 명봉사사적비”. 오마이뉴스. 2008년 5월 27일에 확인함. |제목=에 지움 문자가 있음(위치 21) (도움말)